# Finsko na Letních olympijských hrách 1924
Finsko na Letních olympijských hrách 1924 ve francouzské Paříži reprezentovalo 121 mužů. Nejmladším účastníkem byl Hjalmar Nyström (20 let, 106 dní), nejstarší pak Robert Huber (46 let, 98 dní). Reprezentanti vybojovali 37 medailí, z toho 14 zlatých, 13 stříbrných a 10 bronzových.

## Medailisté
| Medaile | Jméno                                                                                | Sport             | Disciplína                               |
| ------- | ------------------------------------------------------------------------------------ | ----------------- | ---------------------------------------- |
| Zlato   | Paavo Nurmi                                                                          | Atletika          | Muži běh na 1 500 m                      |
| Zlato   | Paavo Nurmi                                                                          | Atletika          | Muži běh na 5 000 m                      |
| Zlato   | Ville Ritola                                                                         | Atletika          | Muži běh na 10 000 m                     |
| Zlato   | Albin Stenroos                                                                       | Atletika          | Muži maraton                             |
| Zlato   | Ville Ritola                                                                         | Atletika          | Muži běh na 3000 m překážek              |
| Zlato   | Paavo Nurmi Ville Ritola Elias Katz Sameli Tala Frej Liewendahl Eino Seppälä         | Atletika          | Družstvo mužů běh na 3000 m              |
| Zlato   | Paavo Nurmi                                                                          | Atletika          | Muži přespolní běh (10 000 m)            |
| Zlato   | Paavo Nurmi Ville Ritola Heikki Liimatainen Eero Berg Eino Rastas Väinö Sipilä       | Atletika          | Družstvo mužů přespolní běh              |
| Zlato   | Jonni Myyrä                                                                          | Atletika          | Muži hod oštěpem                         |
| Zlato   | Eero Lehtonen                                                                        | Atletika          | Muži pětiboj                             |
| Zlato   | Kalle Anttila                                                                        | Zápas             | řecko-římský do 62 kg                    |
| Zlato   | Oskari Friman                                                                        | Zápas             | řecko-římský do 67,5 kg                  |
| Zlato   | Edvard Westerlund                                                                    | Zápas             | řecko-římský do 75 kg                    |
| Zlato   | Kustaa Pihlajamäki                                                                   | Zápas             | volný styl nad 56 kg                     |
| Stříbro | Konrad Huber                                                                         | Sportovní střelba | Trap - jednotlivci                       |
| Stříbro | Ville Ritola                                                                         | Atletika          | Muži běh na 5 000 m                      |
| Stříbro | Elias Katz                                                                           | Atletika          | Muži běh na 3000 m překážek              |
| Stříbro | Erik Wilén                                                                           | Atletika          | Muži běh na 400 m překážek               |
| Stříbro | Ville Ritola                                                                         | Atletika          | Muži přespolní běh                       |
| Stříbro | Vilho Niittymaa                                                                      | Atletika          | Muži hod diskem                          |
| Stříbro | Anselm Ahlfors                                                                       | Zápas             | řecko-římský do 58 kg                    |
| Stříbro | Aleksanteri Toivola                                                                  | Zápas             | řecko-římský do 62 kg                    |
| Stříbro | Arthur Lindfors                                                                      | Zápas             | řecko-římský do 75 kg                    |
| Stříbro | Edil Rosenqvist                                                                      | Zápas             | řecko-římský nad 82,5 kg                 |
| Stříbro | Kaarlo Mäkinen                                                                       | Zápas             | volný styl nad 56 kg                     |
| Stříbro | Volmar Wikström                                                                      | Zápas             | volný styl nad 66 kg                     |
| Stříbro | Eino Leino                                                                           | Zápas             | volný styl nad 72 kg                     |
| Bronz   | Hans Dittmar                                                                         | Jachting          | Třída Finn - muži                        |
| Bronz   | Lennart Hannelius                                                                    | Sportovní střelba | Pistole rychlopalba - 25 m - jednotlivci |
| Bronz   | Konni Huber Robert Huber Werner Ekman Robert Tikkanen Georg Nordblad Magnus Wegelius | Sportovní střelba | Trap - družstvo mužů                     |
| Bronz   | Eero Berg                                                                            | Atletika          | Muži běh na 10 000 m                     |
| Bronz   | Vilho Tuulos                                                                         | Atletika          | Muži trojskok                            |
| Bronz   | Väinö Ikonen                                                                         | Zápas             | řecko-římský do 58 kg                    |
| Bronz   | Källe Westerlund                                                                     | Zápas             | řecko-římský do 67,5 kg                  |
| Bronz   | Onni Pellinen                                                                        | Zápas             | řecko-římský do 82,5 kg                  |
| Bronz   | Arvo Haavisto                                                                        | Zápas             | volný styl nad 66 kg                     |
| Bronz   | Vilho Pekkala                                                                        | Zápas             | volný styl nad 79 kg                     |